# برای زندگی و مرگ در لس آنجلس
برای زندگی و مرگ در لس آنجلس (به انگلیسی: To Live and Die in L.A.) فیلمی محصول سال ۱۹۸۵ و به کارگردانی ویلیام فریدکین است. در این فیلم بازیگرانی همچون ویلیام پترسن، ویلم دفو، جان پنکاو، دبرا فیوئر، جان تورتورو، دارلن فلوگل، دین استاکول، استیو جیمز، رابرت داونی سینیور، کریستوفر الپورت، جین لیوز، دار رابینسون، توماس اف دافی و گری کول ایفای نقش کرده‌اند.